# Crassula columella
Crassula columella (Marloth & Schönland, 1929) è una pianta succulenta appartenente alla famiglia delle Crassulaceae, endemica del Sudafrica.
L'epiteto specifico columella non è di chiaro significato: potrebbe derivare dal latino columnae, ossia colonna, con riferimento all'aspetto colonnare della pianta, oppure potrebbe essere stato scelto in onore di Lucio Giunio Moderato Columella, importante scrittore romano nella storiografia delle Scienze agrarie.

## Descrizione

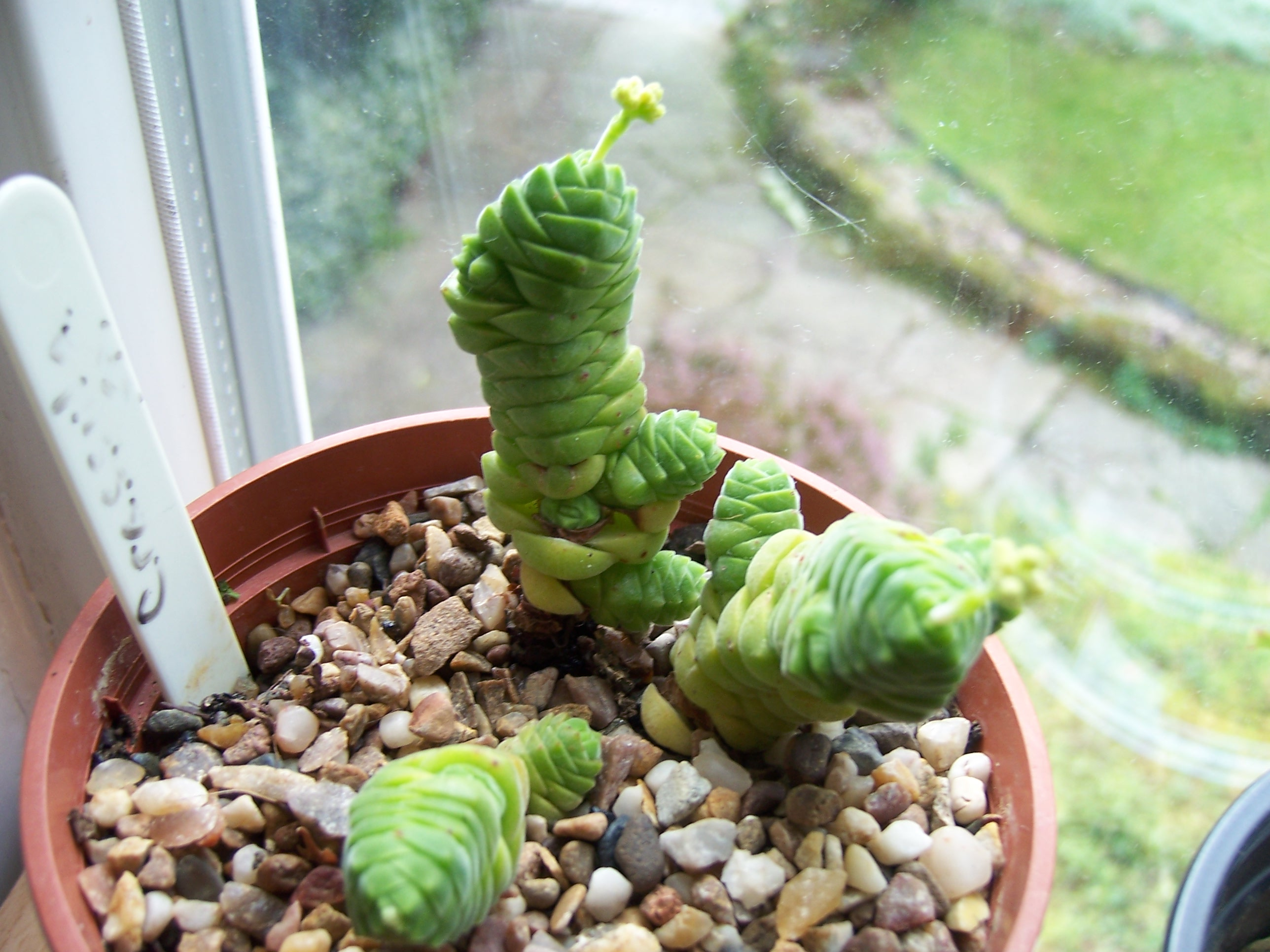
Esemplare coltivato di C. columella.

C. columella è una pianta perenne formata da alcuni steli eretti in grado di raggiungere i 20 centimetri d'altezza e che ramificano di rado, in genere a partire dalla base. Questi sono ancorati al terreno grazie a fitte radici fascicolate.
Le foglie, lunghe 0,5-0,8 cm e larghe 0,6–1 cm, sono sessili, di formata ovata e con delle estremità da ottuse a mucronate. Disposte a coppie, hanno le basi fuse tra loro, la pagina superiore dal profilo concavo, mentre quella inferiore è convessa e ricoperta da una fitta peluria. Sono fittamente impilate le une sulle altre, dando così alla pianta l'aspetto di una colonna quadrangolare di circa 2 cm di diametro, di un colore che può variare da verde a verde-giallastro, mentre hanno apici rossastri.
L'infiorescenza a tirso, che si sviluppa tra marzo e aprile, è sorretta da un peduncolo alto fino a 6 cm, coperto da fini peli ricurvi e ramificato all'estremità in dense dicasia dalla forma arrotondata, ricoperte dai fiori sessili. Sull'asse fiorale si trovano inoltre alcune coppie di corte brattee dalla forma oblungo-triangolare e con apici smussati.
I fiori, pentameri, sono formati da sepali triangolari, lunghi 1-1,5 mm, dalle estremità ottuse e colore da verde a rosso. Sono inoltre carnosi, generalmente ricoperti da fini peli ricurvi e presentano alcune ciglia marginali. La corolla tubolare, di colore da crema a giallo pallido, è composta da petali ricurvi lunghi 2-2,5 mm, fusi tra loro alla base, dalla forma oblunga, apici ottusi e attraversati da una fine appendice dorsale. Gli stami portano delle antere di colore bruno.

## Distribuzione e habitat
C. columella è una specie endemica di una ristretta area della Provincia del Capo Settentrionale al confine con la Namibia e, nello specifico, la si può trovare sulle montagne costiere situate nei pressi di Port Nolloth, da Grootmis a Lekkersing.
Il suo habitat principale è il cosiddetto Karoo succulento ed è particolarmente diffusa nei versanti sudoccidentali delle dolci colline di quest'area, su un suolo in genere costituito da quarzite. Sono attualmente note 5 diverse popolazioni, anche se è probabile che ve ne siano altre in aree ancora inesplorate. L'isolamento e l'asprezza di questa parte del Namaqualand fanno sì che, benché si tratti di una specie rara, non vi siano particolari minacce per questa, che viene quindi considerata come a rischio minimo.

## Coltivazione
In genere le Crassula richiedono un terreno povero di componente organica e ricco di minerali, ben drenante in modo da evitare i ristagni idrici che potrebbero uccidere la pianta. Annaffiare solo a terreno ben secco.
In particolare C. columella è una pianta originaria di aree incluse nelle USDA Hardiness Zones da 10a a 11b, pertanto non dovrebbe essere esposta a temperature inferiori a 10 °C e comunque mai al di sotto dei -1,1 °C. Preferisce difatti una posizione soleggiata, ed essendo una specie di ridotte dimensioni è consigliata la coltivazione in vaso.